# 边春光
边春光（1925年—1989年12月29日），中华人民共和国政治人物、编辑出版家，籍贯山东省莱芜市，曾任国家出版局局长，第四届全国政协委员。